# Оркестр концертного товариства Паризької консерваторії
Оркестр концертного товариства Паризької консерваторії (фр. Orchestre de la Société des concerts du Conservatoire) — симфонічний оркестр при паризькій консерваторії, що існував у 1828—1967 роках.
Історія оркестру почалася з концерту 9 травня 1828 року, що тривав більше трьох годин; у ході концерту, зокрема, була вперше в Парижі виконана третя симфонія Л. Бетховена («Героїчна»). Протягом півтора сторіч оркестр відігравав значну роль на французькій музичній сцені, однак в 1960-ті рр. пережив певну кризу, у результаті якого був розпущений 1967 року; спадкоємцем цього оркестру став заснований у тому ж році Оркестр Парижу.

## Керівники оркестру
- Франсуа Антуан Абенек (1828—1848)
- Нарсіс Жирар (1849—1859)
- Теофіль Тільман (1860—1863)
- Франсуа Жорж Енль (1863—1872)
- Едуар Дельдеве (1872—1885)
- Жуль Гарсен (1885—1892)
- Поль Таффанель (1892—1901)
- Жорж Марті (1901—1908)
- Андре Мессаже (1908—1919)
- Філіпп Гобер (1919—1938)
- Шарль Мюнш (1938—1946)
- Андре Клюїтанс (1946—1960)